# Saracinesco
Saracinesco és un comune (municipi) de la ciutat metropolitana de Roma, a la regió italiana del Laci, situat a uns 40 km al nord-est de Roma. Es troba a la part superior d'una de les muntanyes més altes de la vall del riu Aniene. L'any 2018 tenia 175 habitants.
Saracinesco limita amb els següents municipis: Anticoli Corrado, Cerreto Laziale, Mandela, Rocca Canterano, Sambuci i Vicovaro.

## Història
La ciutat va ser creada després que un grup d'assaltants àrabs (coneguts pels italians medievals com sarraïns) van ser apartats de la principal força musulmana després del saqueig àrab de Roma l'any 846. Aquests àrabs atrapats es van refugiar a la part superior de l'aflorament rocós que es convertiria en el poblat de Saracinesco. Van decidir convertir-se al cristianisme com a condició de la seva rendició a les forces locals i, com a resultat, se'ls va permetre establir-se al seu refugi, formant Saracinesco. Els seus descendents inclouen els actuals habitants del poble, com ara Giuseppe Dell'Ali, que es va registrar com a alcalde del poble el 2005. El 2011, l'alcalde va reconèixer l'herència àrab del poble.
El nom Saracinesco apareix en una inscripció de 1052 sota el nom de Rocca Sarraceniscum.
Molts noms locals provenen de l'àrab (tals com Almanzor, que al segle xix va ser descrit com a "no poc comú" al poble) i també hi ha moltes característiques típicament àrabs als edificis. Altres noms àrabs comuns escoltats entre els vilatans i observats per Antonio Nibby inclouen Mastorre, Argante, Morgante, Marroc, Merant, Manasse i Margutte.
El seu escut conté la imatge de dos caps de sarraïns amb vistes a un castell.